# Abu Bakr Osman Mitha
Abu Bakr Osman Mitha, pakistanski general in operativec, * 1923, Bombaj, † december 1999.
Generalmajor Mitha je bil eden vodilnih operativcev Pakistanske kopenske vojske in ustanovitelj Special Services Group.